# Hymiskviða
Lo Hymiskviða (Poema di Hymir) è uno dei poemi che compongono l'Edda poetica. Non essendo completo il racconto presenta dei salti temporali e narrativi, che possono tuttavia venir colmati dai testi di Snorri.

## Trama
Gli dei, dopo una produttiva battuta di caccia, decidono di indire una festa e danno al dio Ægir il compito di occuparsi della preparazione della birra. Quest'ultimo, infastidito dai modi degli Asi e in particolare dalla rudezza di Thor, decide di vendicarsi su di loro, pretendendo un enorme calderone in cui poter preparare la birra per tutti.
mjǫk glíkr megi Miskorblinda.

Leit í augu Yggs barn í þrá:

"Þú skalt ásum opt gøra!"»
somigliava molto al figlio di Miskorblindi.

Il figlio di Odino lo fissò duro negli occhi:

"Devi preparare altre bevute per gli dei!"»
hugði at hefndum hann næst við goð.

Bað hann Sifjar ver sér fœra hver:

"Þanns ek ǫllum ǫl yðr of heita!"»
che pensò a come vendicarsi degli dèi.

Chiese al marito di Sif di portargli un calderone:

"Uno abbastanza grande per fare birra per tutti voi!"»
Trovare un simile calderone si dimostra fin da subito essere una grande sfida, che si sblocca grazie dal prezioso consiglio di Týr. Egli suggerisce a Thor di rivolgersi al gigante Hymir, padre di Týr stesso, il quale possiede un calderone di notevoli dimensioni. I due viaggiano quindi verso la dimora del gigante, venendo poi accolti dalla moglie di Hymir, madre di Týr. Essi verranno raggiunti dal gigante solo più tardi. Nonostante l'inimicizia tra giganti e dei, Hymir decide di accogliere i due ospiti e onorarli facendo uccidere e cucinare tre buoi. Notando il grande appetito di Thor, che mangia due dei tre buoi cucinati da Hymir, il gigante afferma che la sera seguente ognuno avrebbe mangiato ciò che sarebbe stato procurato con la caccia.
verðr Hlórriða vel fullmikil:

"Munum at apni ǫðrum verða

við veiðimat vér þrír lífa!"»
parve abbondante il pasto di Thor

"Se vogliamo mangiare anche la prossima volta

dovremo procurarci il cibo con la caccia!"»
Thor dice quindi di volersi cimentare nella pesca, nel caso in cui il gigante gli avrebbe dato un'esca da poter usare. Hymir, con tono di sfida, gli consiglia di cercare un'esca tra le mandrie possedute dal gigante stesso, cosa che Thor farà, ricavandone una dalla testa di un bue. Qui la narrazione presenta un buco, Snorri scrive che Thor e Hymir cominciano il loro viaggio in barca, con il dio ai remi. Egli comincia a remare velocemente, spingendosi sempre più a largo, nonostante Hymir sia contrario, in quanto ha ha paura di imbattersi nel serpente Jǫrmungandr. La narrazione riparte e Thor, una volta raggiunto un punto favorevole, lancia la sua esca, attirando a sé il mostro. Il dio riesce a estrarre il grande serpente dall'acqua, colpendolo poi col martello Mjöllnir. Qui si presenta un altro buco narrativo. Snorri racconta che Hymir, vinto dal panico, taglia la lenza del dio del tuono, permettendo a Jǫrmungandr di fuggire. Qui la narrazione riparte descrivendo il mostro che ritorna nelle profondità del mare.
fǫr in forna fold ǫll saman.

Søkðiz síðan sá fiskr í mar.»
tutto l'antico terreno si scosse.

Poi il pesce sprofondò nel mare.»
Hymir e Thor tornano poi alla riva, dove il dio dimostra la sua possenza trasportando sia la barca che le due balene verso la casa del gigante. Nonostante lo sforzo di Thor Hymir sfida il dio ad un'altra prova di forza: distruggere il calice che il gigante gli avrebbe porto. Thor prova a scaraventarlo contro una colonna, ma il calice rimane illeso. Il dio viene ora aiutato da una donna della corte, che gli consiglia di frantumare l'oggetto contro il cranio di Hymir. Thor così fa, stordendo il gigante. Egli solleva poi il pesante calderone e fugge assieme a Týr. Fatta molta strada il dio del tuono si volta verso la dimora di Hymir, e lo vede arrivare con un grande esercito. Thor si difende colpendo col suo martello, sconfiggendo così i giganti. Poco dopo uno dei due capri che trainano il carro del dio cade, incapace di proseguire a causa di un tranello di Loki. Viene qui fatto riferimento alle vicende tra Thor e Utgarda-Loki raccontate da Snorri nel Gylfaginning. La narrazione si conclude con i festeggiamenti degli di, che bevono ogni inverno la birra preparata nel calderone di Hymir.

## Interpretazione
Vi è dell'incertezza riguardo all'identità dell'aiutante di Thor. Nella sua traduzione in inglese del testo, Carolyne Larrington scrive che Tyr probabilmente non era il protagonista originale della storia. Nonostante non si sappia molto riguardo alla figura del dio, pare sorprendente che Hymir possa davvero essere padre di Tyr. Un'ipotesi è che fosse Loki il compagno originale di Thor in questa avventura, essendo egli figlio di un gigante e avendo già preso parte ai viaggi di Thor in altre narrazioni. Egli viene anche citato al verso 4 della strofa 36 del canto. Un'altra ipotesi vede Thialfi come aiutante del dio del tuono.